# Niklas Ødegård
Niklas Ødegård (Hollingen, 29 marzo 2004) è un calciatore norvegese, centrocampista del Kristiansund BK.

## Carriera

### Club
Ødegård è entrato a far parte del settore giovanile del Molde nel 2020, proveniente dall'Ekko/Aureosen. Ha debuttato in prima squadra il 15 luglio 2021 nell'incontro di Norgesmesterskapet vinto 4-1 contro lo Spjelkavik.
La stagione seguente è stato promosso in prima squadra e l'11 maggio 2022 ha debuttato in Eliteserien nell'incontro vinto 3-0 contro l'Odd. Una settimana più tardi ha segnato il suo primo gol in carriera, contro l'Herd in coppa nazionale.
Il 26 marzo 2025 viene acquistato dal Kristiansund.

### Nazionale
Ha giocato nelle nazionali giovanili norvegesi Under-17, Under-18, Under-19 ed Under-20.

## Statistiche

### Presenze e reti nei club
Statistiche aggiornate al 7 marzo 2024.
| Stagione        | Squadra         | Campionato      | Campionato | Campionato | Coppe nazionali | Coppe nazionali | Coppe nazionali | Coppe continentali | Coppe continentali | Coppe continentali | Altre coppe | Altre coppe | Altre coppe | Totale | Totale | Totale |
| Stagione        | Squadra         | Comp            | Pres       | Reti       | Comp            | Pres            | Reti            | Comp               | Pres               | Reti               | Comp        | Pres        | Reti        | Pres   | Reti   |        |
| --------------- | --------------- | --------------- | ---------- | ---------- | --------------- | --------------- | --------------- | ------------------ | ------------------ | ------------------ | ----------- | ----------- | ----------- | ------ | ------ | ------ |
| 2021            | Molde           | ES              | 0          | 0          | CN              | 2               | 0               |                    | -                  | -                  |             | -           | -           | 2      | 0      |        |
| 2022            | Molde           | ES              | 11         | 1          | CN              | 4               | 1               | UECL               | 1                  | 0                  |             | -           | -           | 16     | 2      |        |
| 2023            | Molde           | ES              | 15         | 2          | CN              | 3               | 2               | UCL+UEL+UECL       | 0+2+3              | 0                  |             | -           | -           | 23     | 4      |        |
| Totale carriera | Totale carriera | Totale carriera | 26         | 3          |                 | 9               | 3               |                    | 6                  | 0                  |             | -           | -           | 41     | 6      |        |